# Pahaoa (fleuve)

Le fleuve Pahaoa  (en anglais : Pahaoa River) est un cours d’eau du secteur de Wairarapa, dans la région de Wellington de l’Île du Nord de la Nouvelle-Zélande.

## Géographie
Il s’écoule à travers un pays de collines accidentées vers le sud-ouest Masterton, s’écoulant initialement vers le sud-ouest avant de tourner au sud-est pour atteindre l’Océan Pacifique à 25 km au sud-ouest de Martinborough.